# Ея (станция)
Ея — промежуточная железнодорожная станция Ростовского региона Северо-Кавказской железной дороги, находящаяся в станице Новопокровской Новопокровского района Краснодарского края.
Расположена на двухпутной магистрали Сальск — Тихорецкая, электрифицированной переменным током.

## История и деятельность станции Ея
Станция Ея была открыта в 1899 году с окончанием строительства железнодорожной линии Царицын —Торговая — Тихорецкая.
Через станцию проходят грузовые поезда в направлениях Сальск — Тихорецкая и обратно.
На станции размещена тяговая подстанция.
По станции осуществляется маневровая работа, имеются подъездные пути, в том числе на Новопокровский элеватор.
Через станцию Ея курсируют пассажирские поезда дальнего следования, следующие из регионов Сибири, Кузбасса, Урала, Поволжья в курортные зоны Черноморского побережья Кавказа, а также на курорты Кавказских Минеральных Вод.

## Дальнее сообщение
По станции курсируют следующие поезда дальнего следования:
| Круглогодичное обращение поездов | Круглогодичное обращение поездов | Круглогодичное обращение поездов | Круглогодичное обращение поездов |
| № поезда                         | Маршрут движения                 | № поезда                         | Маршрут движения                 |
| -------------------------------- | -------------------------------- | -------------------------------- | -------------------------------- |
| 59                               | Новокузнецк — Кисловодск         | 60                               | Кисловодск — Новокузнецк         |
| 129                              | Красноярск — Анапа               | 130                              | Анапа — Красноярск               |
| 313                              | Орск — Кисловодск                | 314                              | Кисловодск — Орск                |
| 325                              | Пермь — Новороссийск             | 326                              | Новороссийск — Пермь             |
| 345                              | Нижневартовск — Адлер            | 346                              | Адлер — Нижневартовск            |
| 353                              | Пермь — Адлер                    | 354                              | Адлер — Пермь                    |
| 445                              | Екатеринбург — Кисловодск        | 446                              | Кисловодск — Екатеринбург        |

| Сезонное обращение поездов | Сезонное обращение поездов        | Сезонное обращение поездов | Сезонное обращение поездов        |
| № поезда                   | Маршрут движения                  | № поезда                   | Маршрут движения                  |
| -------------------------- | --------------------------------- | -------------------------- | --------------------------------- |
| 205                        | Иркутск — Анапа                   | 206                        | Анапа — Иркутск                   |
| 229                        | Северобайкальск — Анапа           | 230                        | Анапа — Северобайкальск           |
| 235                        | Тында — Анапа                     | 236                        | Анапа — Тында                     |
| 243                        | Новокузнецк — Анапа               | 244                        | Анапа — Новокузнецк               |
| 249                        | Новокузнецк — Имеретинский курорт | 250                        | Имеретинский курорт — Новокузнецк |
| 451                        | Ижевск — Адлер                    | 452                        | Адлер — Ижевск                    |
| 457                        | Челябинск — Анапа                 | 458                        | Анапа — Челябинск                 |
| 461                        | Уфа — Адлер                       | 462                        | Адлер — Уфа                       |
| 491                        | Казань — Адлер                    | 492                        | Адлер — Казань                    |
| 497                        | Ижевск — Адлер                    | 498                        | Адлер — Ижевск                    |
| 503                        | Уфа — Анапа                       | 504                        | Анапа — Уфа                       |
| 509                        | Казань — Новороссийск             | 510                        | Новороссийск — Казань             |
| 519                        | Орск — Анапа                      | 520                        | Анапа — Орск                      |
| 521                        | Приобье — Новороссийск            | 522                        | Новороссийск — Приобье            |
| 531                        | Киров — Адлер                     | 532                        | Адлер — Киров                     |
| 545                        | Орск — Имеретинский курорт        | 545                        | Имеретинский курорт — Орск        |
| 589                        | Новый Уренгой — Тюмень — Адлер    | 590                        | Адлер — Тюмень — Новый Уренгой    |